# Kanton Arques
Kanton Arques (francouzsky Canton d'Arques) byl francouzský kanton v departementu Pas-de-Calais v regionu Nord-Pas-de-Calais. Tvořilo ho pět obcí. Zrušen byl po reformě kantonů 2014.

## Obce kantonu
- Arques
- Blendecques
- Campagne-lès-Wardrecques
- Helfaut
- Saint-Omer (část)